# Patinage synchronisé
Le patinage synchronisé est un sport dérivé du patinage artistique qui se pratique en équipe. Dans ce sport, seize patineurs sont attachés pendant la majorité de leur programme. Le but est de réaliser des figures techniques avec fluidité et élégance en restant synchrone.
Chaque année, les meilleures équipes de chaque pays se rencontrent lors des championnats mondiaux de patinage synchronisé. Ces championnats sont dominés par les équipes suédoises, finlandaises, américaines et canadiennes et russes.

## Historique

### Un siècle en arrière
Cette discipline est récente, du point de vue de la mise en place de structures solides et d'un véritable développement à l'échelle mondiale, grâce au soutien de l'Union internationale de patinage (UIP) et des fédérations nationales. Mais le patinage synchronisé a connu en fait ses premiers balbutiements au début du XXe siècle en Amérique du Nord, mais aussi en Europe. L'UIP, fondée en 1892 à Schéveningue (Pays-Bas), a très tôt admis en effet que des épreuves pouvaient opposer des équipes de quatre patineurs. Longtemps cette forme de patinage synchronisé ne fut pas jugée digne d'entrer dans la compétition.
Une sorte de « prophète » américain, le Dr Richard Porter, originaire d'Ann Arbor, relança cette discipline en 1954, avant que le pays voisin, le Canada, lui accorde à son tour un intérêt croissant.

### Premières compétitions officielles
Les premières compétitions officielles eurent lieu après la Seconde Guerre mondiale, à Ann Arbor (États-Unis) et à London (Ontario) sous la houlette de l'Ilderton Winter Club, en 1976. Bientôt, l'Europe commença à jeter un œil attentif, de même que l'Asie, avec le Japon, et l'Océanie avec l'Australie. Mais la primeur est restée à l'Amérique du Nord pour l'organisation des premiers championnats officiels en 1983 (Canada) et 1984 (États-Unis). Suivirent l'Australie, le Japon (1987) et la Suède (1989). Et c'est à Toronto, en 1989, que s'est réuni pour la première fois un aréopage d'Amérique du Nord pour préparer une codification générale de la discipline, tandis que la Suède organisait la première compétition internationale qui réunissait des équipes de sept pays. Aujourd'hui, la compétition internationale la plus connue en France est la French Cup à Rouen. Elle se déroule généralement en février.

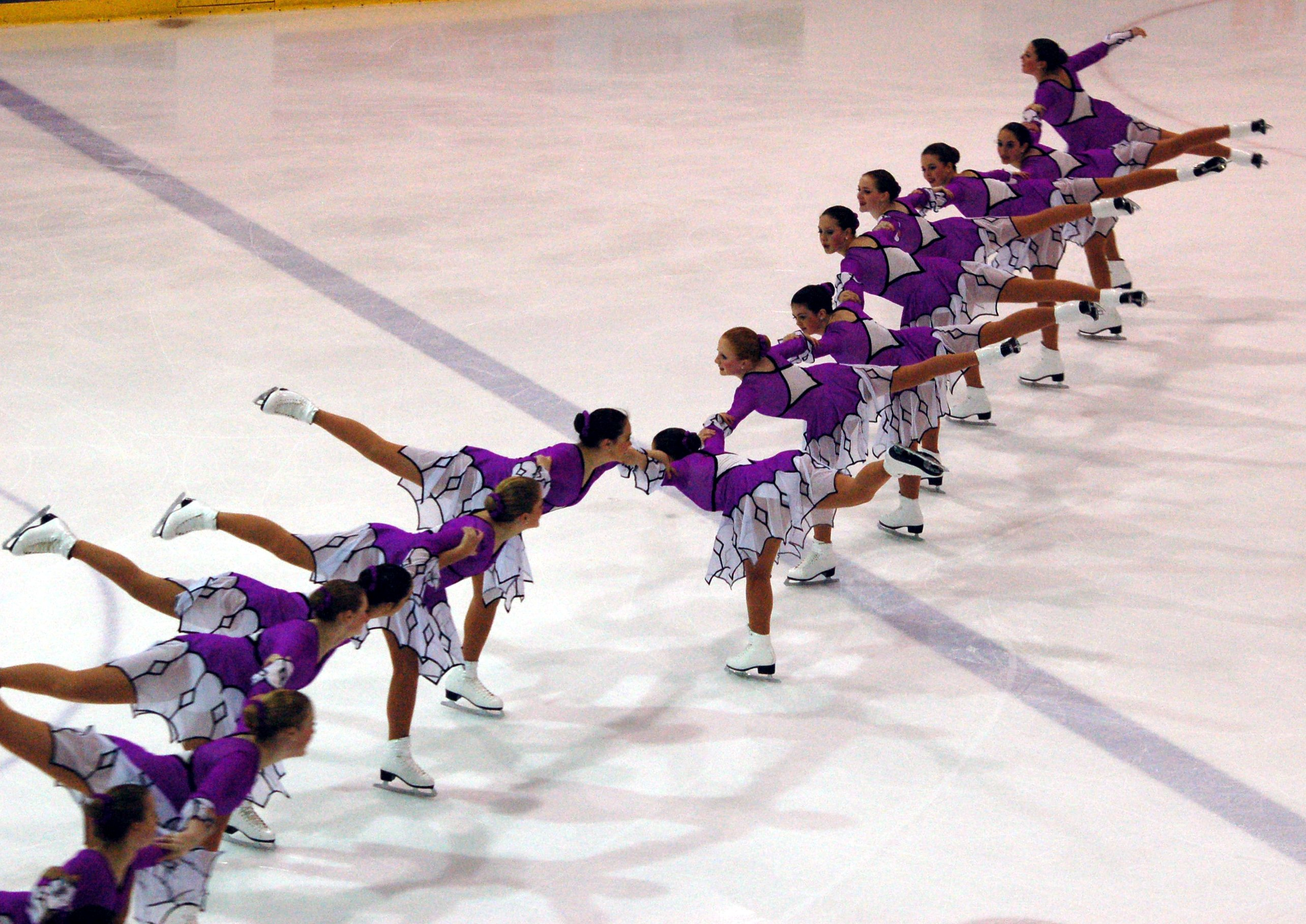
L'équipe de Boston de patinage synchronisé (2006).

### La caution de l'UIP
Dès 1991, l'UIP encouragea le mouvement en créant un comité ad hoc avant la constitution, en 1994, d'un comité technique élu. C'est cependant en 1992, l'Union internationale de patinage (ISU) a officiellement adopté le « Precision Team Skating » comme une discipline à part entière, au même titre que le patinage artistique ou la danse sur glace.
Dès lors le patinage synchronisé pouvait avoir « pignon sur rue » et quatre challenges mondiaux, dénommés « World Synchronized Skating Challenge Cups », se succédèrent : Boston 1996, Turku 1997, Bordeaux 1998, Göteborg 1999. La réussite de ces quatre « challenges » permit alors l'organisation d'officiels des premiers championnats du monde ISU à Minneapolis aux États-Unis en avril 2000.

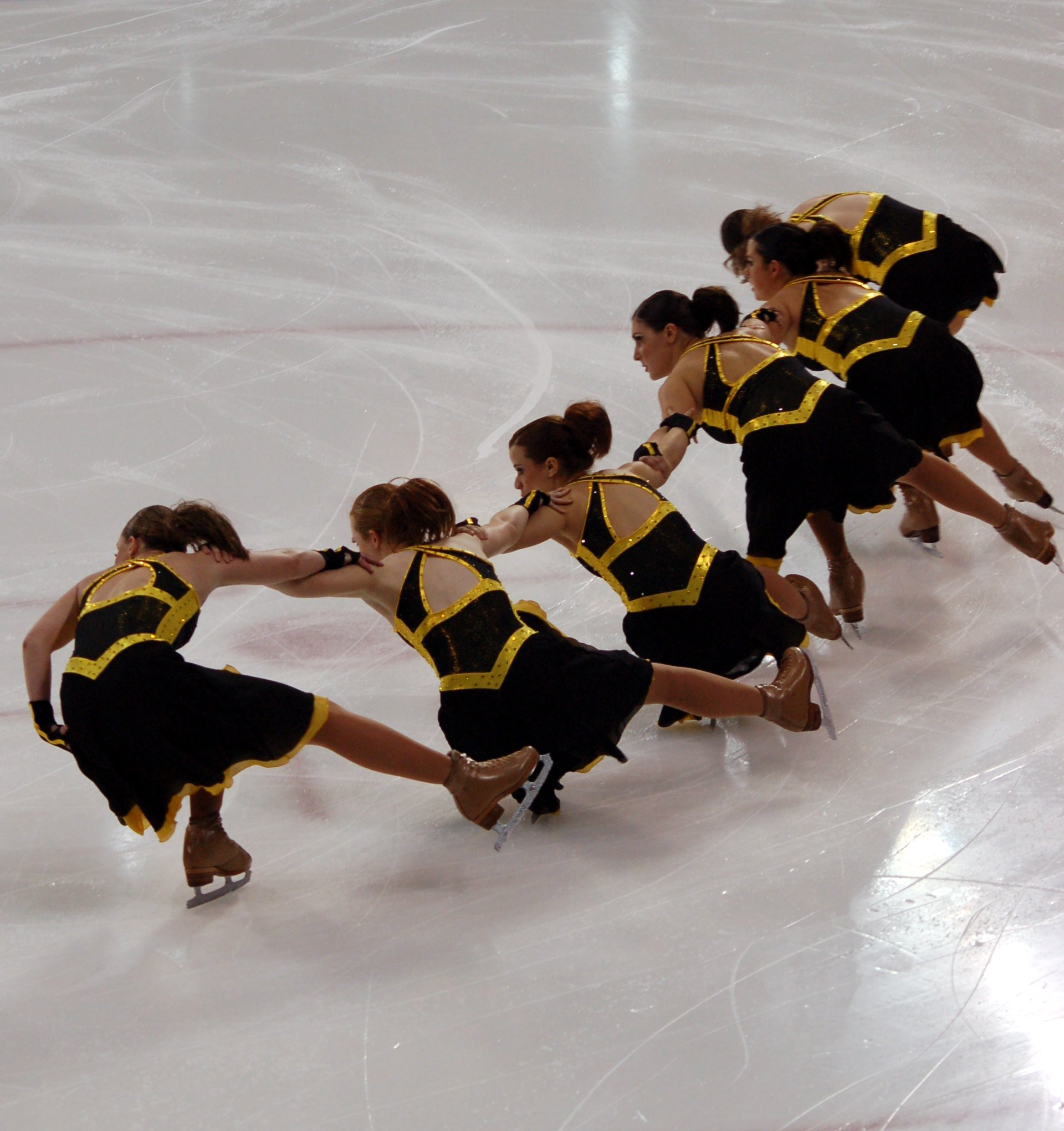
L'équipe de l'université Miami réalise un shoot-the ducks (2007).

Toutes les grandes nations traditionnelles du patinage s'intéressent désormais de très près au patinage synchronisé comme les États-Unis, le Canada, la France et les pays nordiques. La Russie semble monter en puissance, avec l'appoint de ses grandes écoles de patinage.

### Les premiers championnats du monde
La première Coupe du Monde ISU Senior a eu lieu à Boston en 1996, regroupant 17 équipes de 13 pays. En 2000, Minneapolis a accueilli les premiers championnats du monde ISU Senior, suivis par la création de la première Coupe du Monde Junior en 2001 à Neuchâtel, en Suisse. Cependant les premiers Championnats du monde Junior ISU n'auront lieu qu'à partir de 2013 à Helsinki, en Finlande. Ils étaient devaient initialement être organisé tous les deux ans mais à partir de la 2017 ils deviendrons un événement annuel.

## Les figures
Les équipes sont mixtes et sont composées de 16 patineurs (20 avec les remplaçants). Les équipes de sénior réalisent un programme court (2 min 50 s +/- 10s) et un programme libre (4 min +/- 10s). Le système de notation est le même que celui des autres disciplines du patinage artistique, avec une note technique et une note artistique, et les juges peuvent également utiliser la vidéo.

### Cinq éléments de base
Il existe 5 éléments de base en patinage synchronisé :
| la ligne (line - L) : elle est peut-être simple (en avançant droit ou en diagonale) ou double (deux lignes parallèles). Pour augmenter la difficulté, l'équipe peut pivoter la ligne, modifier sa configuration, effectuer un changement de place. |
| le bloc (block - B) : les patineurs sont alignés en trois, quatre ou cinq lignes parallèles. Le bloc doit se déplacer sur toute la surface de la glace. Les lignes doivent être droites et régulièrement espacées. Pour augmenter la difficulté, les équipes peuvent ajouter des séquences de pas, faire pivoter le bloc, modifier sa configuration ou ne pas se toucher (dans ce dernier cas on parle de no hold block). |
| la roue (Wheel - W) : chaque patineur doit tourner autour d'un point central commun. Il existe plusieurs formations possibles avec des roues pouvant avoir de 2 à 5 rayons, ou en réalisant 2 roues parallèles. Chaque rayon de la roue doit être droit et les patineurs doivent être appuyés vers le centre de la roue. La difficulté de la roue peut être augmentée en ajoutant des jeux de jambes, des changements de sens de rotation, ou en se déplaçant tout en formant la roue.                                                     |
| le cercle (Circle - C) : Il existe beaucoup de façons différentes de réaliser cet élément. Les équipes peuvent faire un cercle, plusieurs cercles, un cercle dans un cercle ou un cercle déconnecté. Le cercle doit être régulièrement espacé entre les patineurs et doit former une forme ronde. Pour augmenter la difficulté d'un cercle, une équipe peut inclure des séquences de pas, des changements de sens de rotation, ou échanger deux cercles tout en se déplaçant (ex : celui à l'intérieur passe à l'extérieur et inversement) |
| l'intersection (Intersection - I) : les patineurs patinent en lignes les uns vers les autres et se croisent. L'intersection de deux lignes de face est le plus simple, mais il en existe aussi de trois ou quatre lignes. Il existe également des point d'intersection (pi) qui peuvent augmenter la difficuté, les patineurs peuvent faire des rotations comme des Twizzle ou des mouvements de patinage libre pour augmenter la difficulté.                                                                                              |

### Autres éléments
Différents éléments créatifs s'intègrent dans ces 5 éléments pour en augmenter la difficulté, ou pour les séparer pour réaliser des transitions artistiques :
| Pirouettes Synchonisées (Synchronized Spins - SySp) : les patineurs doivent tourner à l'unisson, en même temps, avec le même nombre de tours. La pirouette peut être effectuée dans un cercle, un bloc ou une ligne.                                                         | Les suprêmes aux gala d'exibition des Championnat du monde de patinage artistique 2024 |
| Éléments de couple (Pairs Element - Pa) : c'est un mouvement de patinage libre où un patineur s'accroche à un autre. Différents types d'éléments peut se faire en couple comme une pirouette, une spirale de la mort, un porté, un Y...                                      |                                                                                        |
| Portés de groupe (Group lift element - GLE) : ils peuvent être réalisés par un ou plusieurs porteurs, en symétrie ou à l'unisson. |                                                                                        |
| Éléments sans prise de mains (No Hold Element - NHE): déplacement en bloc sans que les patineurs ne soient attachés. |                                                                                        |
| Série d'attitude (Move Element - ME) : dans cet élément, les patineuses exécutent des attitudes tels que des arabesques, des biellemann, des guitares, grand aigles, fentes ina bauer... de manière attachée ou individuelle.                                                |                                                                                        |
| Élément en déplacement (Traveling Element - TrE): Une roue ou un cercle (ou les deux successivement) se déplaçant. Cet élément remplace depuis la saison 2022-2023 les éléments roue qui se déplace (traveling Wheel - TW) et cercle qui se déplace (traveling Circle - TC). |                                                                                        |

Chaque élément doit être entrecoupés de transition : c'est une séquence qui peut inclure des mouvements de patinage libre tels qu'une spirale, un grand aigle, une fente Ina Bauer ou d'autres mouvements fluides. Cela peut également peut constituer de mouvement isolé, certains patineurs sont alors isolés du reste de l'équipe pour effectuer des éléments de patinage comme une pirouette, une spirale, un saut...

## Catégories/ Divisions

### Catégories
En patinage synchronisé, il existe différentes catégories selon l'âge et le niveau, les catégories peuvent différer d'un pays à l'autre en fonction des règlements et des divisions.

#### Catégorie en France
En France, la fédération française demande que au moins 80% de l'équipe ai l'âge requis pour les catégories Novice Basic, Junior National 2 et Senior National 2. Depuis la saison 2023/2024 elle demande également que les équipes obtienne une médaille spécifique afin de pouvoir concourir dans une catégorie en 2e division, dans  le but de faire progresser le niveau global français.
- Pré-Juvénile (- de 11 ans)
- Juvénile (- de 13 ans)
- Novice
- mixed age (tous âges)
- Junior (de 12 à 19 ans)
- Senior (+ de 17 ans)
- Adultes I, II, III (moyenne d'âge supérieure à 25 ans)
- Synchro Libre
- Synchro 8,9 (pour des équipes patinant à 8 ou 9)
- Préparatoire

#### Catégories au Canada
Depuis la saison 2022-2023, avec l'implantation du programme Développement à long terme (DLT) de Patinage Canada, les catégories en patinage synchronisé ont été modifiées.
- Star 3
- Star 4 (comparable au niveau Pré-Juvénile)
- Juvénile (Star 6)
- Pré-Novice (Star 8)
- Intermédiaire (Or)
- Ouvert
- Novice
- Junior
- Senior
- Adulte I, II et III

Auparavant, d'autres catégories ou appellations étaient utilisées: 
- Boules de neige
- Débutant I, II
- Élémentaire
- Novice festival
- Adulte compétitifs

#### Senior Elite 12
Cette catégorie de première division apparaît officiellement lors de la saison 2022/2023 qui fait suite aux deux années de pandémie mondiale. A la différence de la catégorie Senior, les équipes sont composées de 12 patineurs sur la glace.
En effet en 2021 après l'annulation des championnats du monde à cause du Covid-19 l'ISU avait proposé aux équipes de niveau international Junior et Senior de présenter leur programme libre pour 16 patineurs, remonté pour 12 patineurs en tant que "Elite 12". L'idée était alors de tester les possibilités à 12 patineurs une nouvelle catégorie, qui permettrait de former des équipes de haut niveau plus facilement ainsi qu'une possibilité de vitesse accrue grâce au gain de place.

### Divisions
- Division 1 (Un programme libre et un programme court)

Juniors (16 patineurs) .Seniors (16 patineurs). Senior Elite 12 (12 patineurs)
- Division 2 (Un programme libre)

Juniors (Entre 12 et 16 patineurs)
Seniors (Entre 12 et 16 patineurs).
- Division national (Un programme libre)

Novices Basic (Entre 12 et 16 patineurs)
Novices Advanced (Entre 14 et 16 patineurs)
- Division challenge (Un programme libre)

Juvéniles (Entre 10 et 16 patineurs)
Mixed age (Entre 10 et 16 patineurs)
Adultes (entre 10 et 16 patineurs)

## Compétitions

### Championnats du monde senior
| Année | Lieu             | Or                | Argent            | Bronze            | Source |
| 2024  | Zagreb           | Les Suprêmes      | Haydenettes       | Rockettes         |        |
| 2023  | Lake Placid      | Les Suprêmes      | Rockettes         | Team Unique       |        |
| 2022  | Hamilton         | Les Suprêmes      | Rockettes         | Marigold IceUnity |        |
| 2021  | Hamilton         | Évènement annulé  | Évènement annulé  | Évènement annulé  |        |
| 2020  | Lake Placid      | Évènement annulé  | Évènement annulé  | Évènement annulé  |        |
| 2019  | Helsinki         | Team Paradise     | Marigold IceUnity | Rockettes         |        |
| 2018  | Stockholm        | Marigold IceUnity | Team Surprise     | Team Paradise     |        |
| 2017  | Colorado Springs | Team Paradise     | Marigold IceUnity | NEXXICE           |        |
| 2016  | Budapest         | Team Paradise     | Rockettes         | Haydenettes       |        |
| 2015  | Hamilton         | NEXXICE           | Marigold IceUnity | Team Paradise     |        |
| 2014  | Courmayeur       | Marigold IceUnity | NEXXICE           | Rockettes         |        |
| 2013  | Boston           | Team Unique       | NEXXICE           | Haydenettes       |        |
| 2012  | Göteborg         | Team Surprise     | NEXXICE           | Haydenettes       |        |
| 2011  | Helsinki         | Rockettes         | Marigold IceUnity | Haydenettes       |        |
| 2010  | Colorado Springs | Rockettes         | Marigold IceUnity | Haydenettes       |        |
| 2009  | Zagreb           | NEXXICE           | Team Unique       | Team Surprise     |        |
| 2008  | Budapest         | Rockettes         | Team Surprise     | NEXXICE           |        |
| 2007  | London           | Team Surprise     | Miami University  | NEXXICE           |        |
| 2006  | Prague           | Marigold IceUnity | Team Surprise     | Rockettes         |        |
| 2005  | Göteborg         | Team Surprise     | Rockettes         | Marigold IceUnity |        |
| 2004  | Zagreb           | Marigold IceUnity | Team Surprise     | Rockettes         |        |
| 2003  | Ottawa           | Team Surprise     | Marigold IceUnity | Les Suprêmes      |        |
| 2002  | Rouen            | Marigold IceUnity | Team Surprise     | black ice         |        |
| 2001  | Helsinki         | Team Surprise     | Rockettes         | black ice         |        |
| 2000  | Minneapolis      | Team Surprise     | black ice         | Marigold IceUnity |        |

### Championnats de France
- 2000 : Limoges
- 2001 : Rouen
- 2002 : Bordeaux
- 2003 : Colombes
- 2004 : Besançon
- 2005 : Rouen
- 2006 : Rouen
- 2007 : Lyon
- 2008 : Brest
- 2009 : Dunkerque
- 2010 : Limoges
- 2011 : Caen
- 2012 : Dunkerque
- 2013 : Dunkerque
- 2014 : Épinal
- 2015 : Le Havre
- 2016 : Valenciennes
- 2017 : Besançon
- 2018 : Brest
- 2019 : Le Havre
- 2020: Valenciennes

|           | Juvénile                   | Novice B                        | Novice A                       | Mixed Age                      | Junior N2                | Senior N2                 | Adultes                    |
| --------- | -------------------------- | ------------------------------- | ------------------------------ | ------------------------------ | ------------------------ | ------------------------- | -------------------------- |
| 1er       | Les Salamandres (Le Havre) | Les Axel'Ice (Caen)             | Magic Crystal (Compiègne)      | Les Etincelles (Saint-Étienne) | Black Diam's (Compiègne) | Team Jeanne D'arc (Rouen) | Les Salamandres (Le Havre) |
| 2ème      | Les Axelettes (Caen)       | Les Flammes (Wasquehal)         | Les Chrysalides (Valenciennes) | Z'hysterik (Romorantin)        | Les Axelines (Caen)      | Black Diam's (Compiègne)  | Les Comètes (Dunkerque)    |
| 3ème      | Les Flammes (Wasquehal)    | Les Etincelines (Saint-Étienne) | Team Jeanne d'arc (Rouen)      | Les Salamandres (Le Havre)     |                          |                           | Silver Blade               |
| Effectifs | 7                          | 10                              | 4                              | 4                              | 2                        | 2                         | 3                          |

- 2021: Annulé à cause du Covid-19
- 2022: Valenciennes

|           | Juvénile                       | Novice B                   | Novice A                      | Synchro8           | Mixed Age               | Junior N2                      | Senior N2                      | Adultes                 |
| --------- | ------------------------------ | -------------------------- | ----------------------------- | ------------------ | ----------------------- | ------------------------------ | ------------------------------ | ----------------------- |
| 1er       | Tagada (Reims)                 | Team Jeanne d'arc (Rouen)  | Les Flammes (Wasquehal)       | Diamant (Reims)    | Z'hysterik (Romorantin) | Les Chrysalides (Valenciennes) | Team Jeanne D'arc (Rouen)      | Black Stars (Compiègne) |
| 2ème      | Les Chrysalides (Valenciennes) | Team Odyssée (Montpellier) | Les Magic Crystal (Compiègne) | Mozaïks (Louviers) | Les Comètes (Dunkerque) | Team Odyssée (Montpellier)     | Les Chrysalides (Valenciennes) | Lady Moz (Louviers)     |
| 3eme      | Comètes 1 (Dunkerque)          | Les Axel'Ice (Caen)        |                               |                    | Les Flammes (Wasquehal) | Les Axelines (Caen)            |                                | Les Comètes (Dunkerque) |
| Effectifs | 5                              | 7                          | 2                             | 2                  | 3                       | 3                              | 2                              | 5                       |

- 2023 :  Compiègne
- 2024 : Valenciennes

## Principales équipes

### Au Canada
- Le Blizz'Or (Val-d'Or)
- Cassiopée de Sherbrooke (Québec)
- Les Ailes d'argents de Mont-Laurier (Québec)
- Les Éclypses de Mirabel (Québec)
- Les Suprêmes de Saint-Léonard (Québec)
- Les Pirouettes de Laval (Québec)
- Nova du Club de Patinage Synchronisé Nova / Rive-Sud de Montréal (Québec)
- NEXXICE (Ontario)
- Gold ice de (Ontario)
- Évolution de Charlesbourg / Québec (Québec)
- L'Odysée de Laval (Québec)
- Les Rythmiks de L'Assomption / Le Gardeur / Mascouche (Québec)
- Les Unissons de Repentigny (Québec)
- Xcellence de Boucherville / Saint-Hubert / Brossard / Laval (Québec)
- Les Lames de feu de Gatineau (Québec)
- United Ice de Montréal-Nord (Québec)
- Les Magistrales de Mauricie (Québec)
- Les Dynamiques de Pointe-aux-Trembles (Québec)
- Les Scintillantes de Saint-Boniface (Québec
- Golding Ice de Blainville, Saint-Eustache et Boisbriand (Québec)
- Les Fines Lames de Lévis, Lévis (Québec)
- Eleganza de Saint-Jérôme (Québec)

### Aux États-Unis
- Haydenettes / Lexington (Massachusetts)
- Université Miami / Oxford (Ohio)
- Team Skyliners / New York (New York)
- Crystallettes / Dearborn (Michigan)

### En Finlande
- Marigold IceUnity, Muskeers
- Team Helsinki Rockettes, Team Fintastic
- Team Unique, Team Mystique
- Team Lumineers
- Team Valley Bay Synchro
- GoldenBlades
- Revolutions
- Dream Edges
- Team Festa Aboentia

### En France
- Ex'L Ice d'Asnières
- Les Atlantides de Bordeaux
- Les Hermines de Brest
- Les Axelines, Les Axel'ice, les Axelettes de Caen
- Les Black Diam's, les Magic Crystals, les Ice Angels de Compiègne
- Les Comètes de Dunkerque
- Les Aphrodites de Fontenay-sous-Bois
- Les Salamandres du Havre
- Les Mozaïks de Louviers
- Les Zoulous, les Zazous, les Zouaves, les Zigotos, les Zellence de Lyon
- Team Odyssée de Montpellier
- Leo N'ice, LeoNed ice, NaoNed ice de Nantes
- Renskiy Liod de Rennes
- Les Z'euphorik, les Z'énergik, les Z'excentrik de Romorantin
- Les Jeanne d'Arc de Rouen
- Les Étincelles, Les Étincelines de Saint-Étienne
- Les Chrysalides de Valenciennes
- Les Flammes de Wasquehal
- Les Phénix de Dieppe (licencié au clubs su Havre)